# Hangal
Hangal é uma cidade no distrito de Haveri, no estado indiano de Karnataka.

## Geografia
Hangal está localizada a 14° 46′ N, 75° 08′ L. Tem uma altitude média de 555 metros (1820 pés).

## Demografia
Segundo o censo de 2001, Hangal tinha uma população de 25 011 habitantes. Os indivíduos do sexo masculino constituem 51% da população e os do sexo feminino 49%. Hangal tem uma taxa de literacia de 64%, superior à média nacional de 59,5%: a literacia no sexo masculino é de 67% e no sexo feminino é de 60%. Em Hangal, 14% da população está abaixo dos 6 anos de idade.